# 陈克功
陈克功（1910年—1992年），男，陕西安定人，中华人民共和国军事人物，中国人民解放军少将，曾任兰州军区生产建设兵团后勤部部长，兵团副司令员。